# Binburrum concavifrons
Binburrum concavifrons es una especie de coleóptero de la familia Pyrochroidae.

## Distribución geográfica
Habita en Victoria (Australia).